# Tréméven, Finistère
Tréméven är en kommun i departementet Finistère i regionen Bretagne i västra Frankrike. Kommunen ligger i kantonen Quimperlé som tillhör arrondissementet Quimper. År 2022 hade Tréméven 2 378 invånare.

## Befolkningsutveckling
Antalet invånare i kommunen Tréméven
Referens:INSEE